# Bandeira da Noruega

Bandeira do Estado e da armada.

Bandeira da marinha mercante durante período de união com Suécia (1814 – 1899)

A Bandeira Nacional da Noruega é formada por um fundo vermelho, cortado por uma cruz escandinava (figura que também está presente nas bandeiras de outros países da região) branca e azul.
Essas cores foram escolhidas para representar a democracia. Apesar disso, a mesma fonte afirma que as cores vermelho e branco fazem uma referência à bandeira dinamarquesa, assim como, provavelmente, o azul é uma referência à bandeira sueca e é o oposto da bandeira islandesa, que tem fundo azul e cruz vermelha.

## História
A descrição original era de 1370 de cerca de um rei nórdico segurando as bandeiras da Dinamarca, Noruega e Suécia. A bandeira nacional e comerciante da Noruega (1844-1899), em união com a Noruega e Suécia, foi esta, conhecida como a "salada de arenque".
É difícil estabelecer o que a primeira bandeira da Noruega parecia. Durante os tempos antigos países não hasteavam bandeiras, apenas reis e governantes, especialmente no campo de batalha. Santo Olavo usou um emblema de uma serpente dentro de uma marca branca na Batalha de Nesjar. Antes disso, o corvo ou o dragão foi usado como emblema. Magnus, o Bom usado, usou a mesma marca que Santo Olavo. Harald Hardråde usou a bandeira com o emblema de corvo. Esta bandeira foi hasteada por vários chefes viking e outros governantes escandinavos durante os séculos nono, décimo e décimo primeiro. Inge utilizou um leão vermelho em ouro. Sverre usou uma águia em ouro e vermelho. A primeira bandeira conhecida que poderia ser descrita como uma bandeira nacional da Noruega é a usado hoje como o estandarte real. Eirik Magnusson usou uma bandeira descrita como um leão de ouro com machado e coroa em vermelho em  1280 e esta foi regularmente desde então a bandeira de Noruega e do Rei da Noruega.
A bandeira é baseada no brasão e era originalmente apenas uma bandeira para o governante da Noruega (como é hoje). Mais tarde, foi também usada em navios e fortalezas, até que foi gradualmente substituída durante os séculos XVII e XVIII. A sua primeira representação certa é sobre o selo de duquesa Ingebjørg em 1318. Por volta de 1500 tornou-se costume os navios usarem a bandeira de seu país de origem para identificar sua nacionalidade. Pelo menos tão tarde quanto 1698 a bandeira leão foi hasteada na Fortaleza de Akershus. O "leão norueguês" foi colocado nas cores de todos os regimentos da Noruega em 1641. Em 1748 um decreto declarou que o Dannebrog deve ser a bandeira comerciante legal.

## Simbolismo
Fredrik Meltzer considerou que a bandeira deve usar uma cruz cristã, semelhante à de outras nações da Escandinávia (Dinamarca, Suécia, Finlândia e Islândia). Muitas nações livres haviam usado as cores vermelho, branco e azul nas suas bandeiras e, em seguida, estas cores foram utilizadas na bandeira norueguesa. Meltzer também levou em consideração as cores das bandeiras das nações vizinhas. Dinamarca tinha a vermelha, enquanto a Suécia, a azul e estas cores foram usadas. 

## Cores e proporções
As cores oficiais da bandeira são garantidas pelo sistema PMS (Pantone Matching System): 200 para o vermelho e 281 para o azul. Os valores aproximados em RGB são #BA0C2F para vermelho e #00205B para azul.